# Асаф Али, Моххамад
Моххамад Асаф Али (хинди असफ अली, англ. Asaf Ali; 11 мая 1888, Сеохара, Северо-Западные провинции, Британская Индия — 2 апреля 1953, Берн, Швейцария) — активист движения за независимость Индии, общественный, политический, государственный и дипломатический деятель, юрист. Губернатор штата Одиша (1948—1951 и 1951—1952).
Первый посол Индии в США (1947—1948), посол Индии в Швейцарии, Австрии и Ватикане (1952—1953).

## Биография
Мусульманин. Образование получил в колледже Святого Стефана университета в Дели. Позже прошёл подготовку в Линкольнс-Инн в Англии. В декабре 1914 года вернулся в Индию. По возвращении на родину Асаф Али стал активно участвовать в националистическом движении.
Член Мусульманской националистической партии.
В 1935 году был избран в Центральное законодательное собрание, нижнюю палату парламента Британской Индии.
Один из лидеров Индийского национального конгресса, руководитель партии Конгресса в Аллахабаде. Занимал пост заместителя генерального секретаря партии. Преследовался британскими властями. Отбывал несколько тюремных сроков.
В 1946 году вошёл в состав Временного правительства Индии, возглавляемого Джавахарлалом Неру. Отвечал за работу транспорта и железные дороги.
С февраля 1947 до середины апреля 1947 года — первый посол Индии в США. Позже, дважды занимал пост губернатора штата Одиша. Затем, в 1952 году направлен послом Индии в Швейцарии, Австрии и Ватикане, где и умер.
Его женой была революционерка Аруна Асаф Али.